# Сергеев, Константин Николаевич
Константин Николаевич Сергеев (род. 1932) — советский работник радиоэлектронной промышленности, Герой Социалистического Труда.

## Биография
Родился 23 мая 1932 года в г. Тбилиси в семье рабочего.
В 1948 году вместе с семьей переехал в Ростов-на-Дону и поступил в ремесленное училище (ныне профессиональный лицей № 3).
В 1951 году был направлен на завод «Прибой» в Таганроге в сборочный цех № 5 регулировщиком радиоэлектронной аппаратуры.
Без отрыва от производства в 1960 году с серебряной медалью окончил 10 классов вечерней школы, а в 1967 году — вечернее отделение Таганрогского радиотехнического института по специальности «радиотехника».
С 1974 года Сергеев возглавил отдел охраны труда и техники безопасности таганрогского завода «Прибой». С 1979 года в течение более 15 лет работал заместителем директора по кадрам.
В 1984 году Константин Николаевич возглавил внедрение целого ряда новых форм в работе с кадрами, среди которых кадровый эксперимент «Работает дублер» и деловые игры.
Большое внимание он уделял организации профориентационной работы в школах района, для чего в 1987 году под его руководством был введён в эксплуатацию межрайонный учебно-производственный комбинат на базе школы № 27, где свыше 2000 школьников овладевали трудовыми навыками по 15 профессиям.
С 1983 по 1990 год Сергеев возглавлял Октябрьский районный Совет ветеранов войны и труда, а в 1990 году был избран в районный и городской Советы ветеранов.
В настоящее время находится на пенсии, живёт в Ростове-на-Дону.

## Награды
- Указом Президиума Верховного Совета СССР от 25 июля 1966 года за услуги в создании, производстве новой техники и успешное выполнение плана 1959—1965 годов, регулировщику радиоэлектронной аппаратуры завода «Прибой» Константину Сергееву было присвоено звание Героя Социалистического Труда с вручением ордена Ленина и золотой медали «Серп и Молот».
- Награждён также орденом Трудового Красного Знамени (1985).
- В мае 2012 года за большой вклад в социально-экономическое развитие региона и многолетний добросовестный труд Герою Социалистического Труда — Константину Николаевичу Сергееву была объявлена Благодарность Губернатора области.[1]